# Waldo Silva
Waldo Silva Algüe (Santiago 1820 - aldaar 1892) was een Chileens politicus. Tijdens de Chileense Burgeroorlog (1891) was hij vicevoorzitter van de revolutionaire tegenregering in Iquique.
Hij promoveerde in 1841 als doctor in de rechten. Hij was lid van de Kamer van Afgevaardigden (1846-1849; 1852-1864; 1879-1882; 1861 voorzitter; 1863 vicevoorzitter) en van de Senaat (1882-1892). Onder president Manuel Montt was Silva minister van Justitie, Kerkelijke Zaken en Onderwijs (1856). In die functie legde hij de fundamenten voor de bibliotheek van het Instituto Nacional, een instelling voor hoger onderwijs in Santiago. In 1860 werd hij gekozen tot lid van de rechtenfaculteit van de Universiteit van Chili.
Op 4 juli 1890 werd hij gekozen tot vicevoorzitter van de Senaat. Hij steunde in 1891 de opstand tegen president José Manuel Balmaceda. Hij was een van de initiators van het in gang zetten van de afzettingsprocedure tegen de president. Na het uitbreken van de burgeroorlog (1891) werd hij in de tegenregering (Junta de Gobierno) in de stad Iquique opgenomen als vicevoorzitter onder kapitein Jorge Montt (13 april). Op 4 juli werd hij gekozen tot voorlopig voorzitter van de Senaat. Na de overwinning van de opstandelingen op Balmaceda verhuisde de junta naar de hoofdstad Santiago. Silva bleef lid van de junta tot haar ontbinding op 26 december 1891. Van november 1891 tot november 1892 was hij voorzitter van de Senaat. Hij overleed kort daarna.
Waldo Silva was lid van de conservatief-liberale Partido Nacional (Nationale Partij).